# Ủy ban nhân dân thành phố Hà Nội

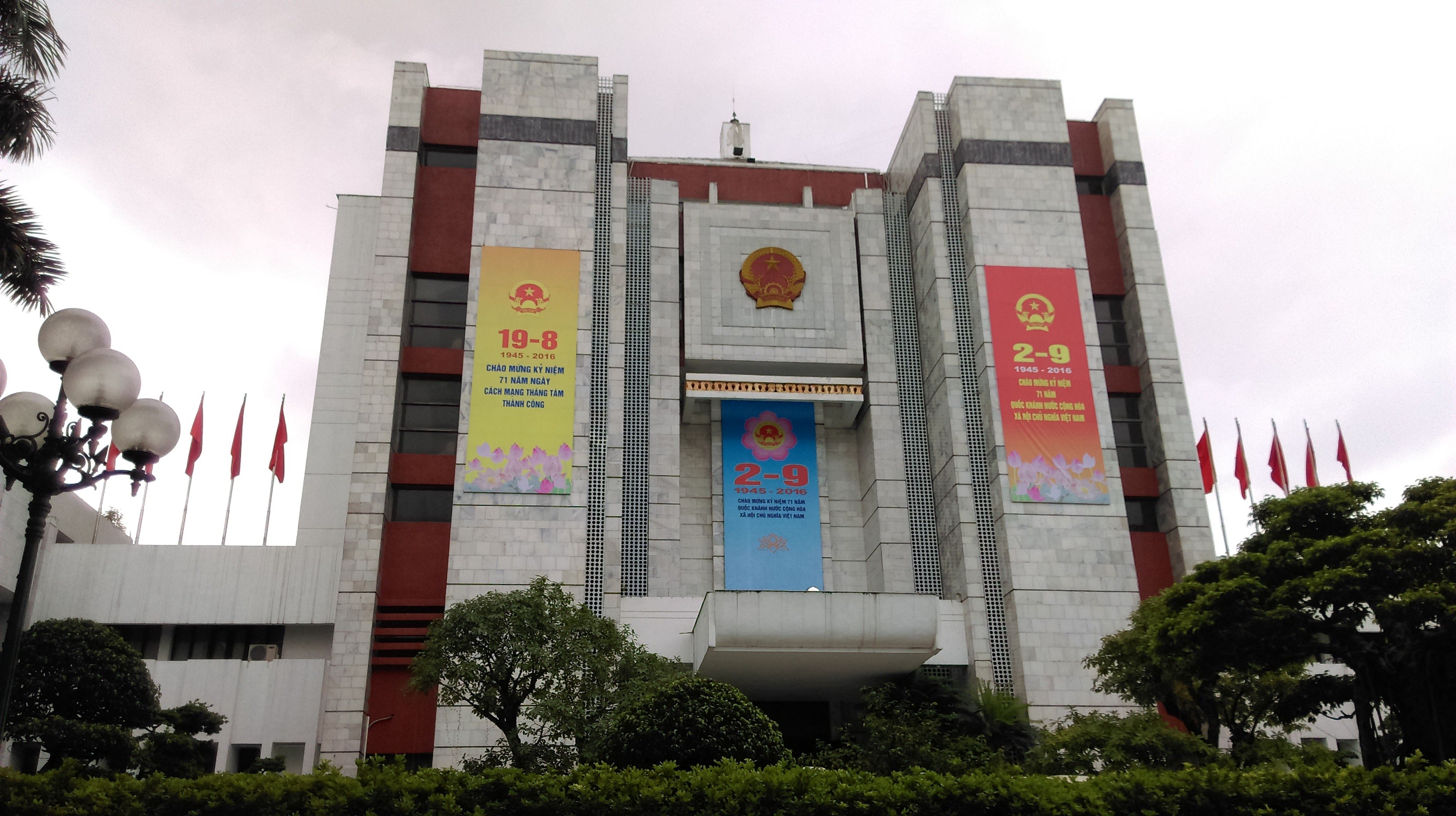
UBND thành phố Hà Nội.

Ủy ban nhân dân thành phố Hà Nội là cơ quan hành chính nhà nước nằm trong hệ thống hành chính Cộng hòa xã hội chủ nghĩa Việt Nam. Đây là cơ quan chấp hành của Hội đồng nhân dân thành phố Hà Nội, cơ quan hành chính nhà nước ở thành phố Hà Nội, chịu trách nhiệm trước Hội đồng nhân dân thành phố và cơ quan nhà nước ở Trung ương Nhà nước Việt Nam, chịu trách nhiệm chấp hành Hiến pháp Việt Nam, pháp luật, các văn bản của Chính phủ Việt Nam và các Nghị quyết của Hội đồng nhân dân thành phố .

## Tổ chức

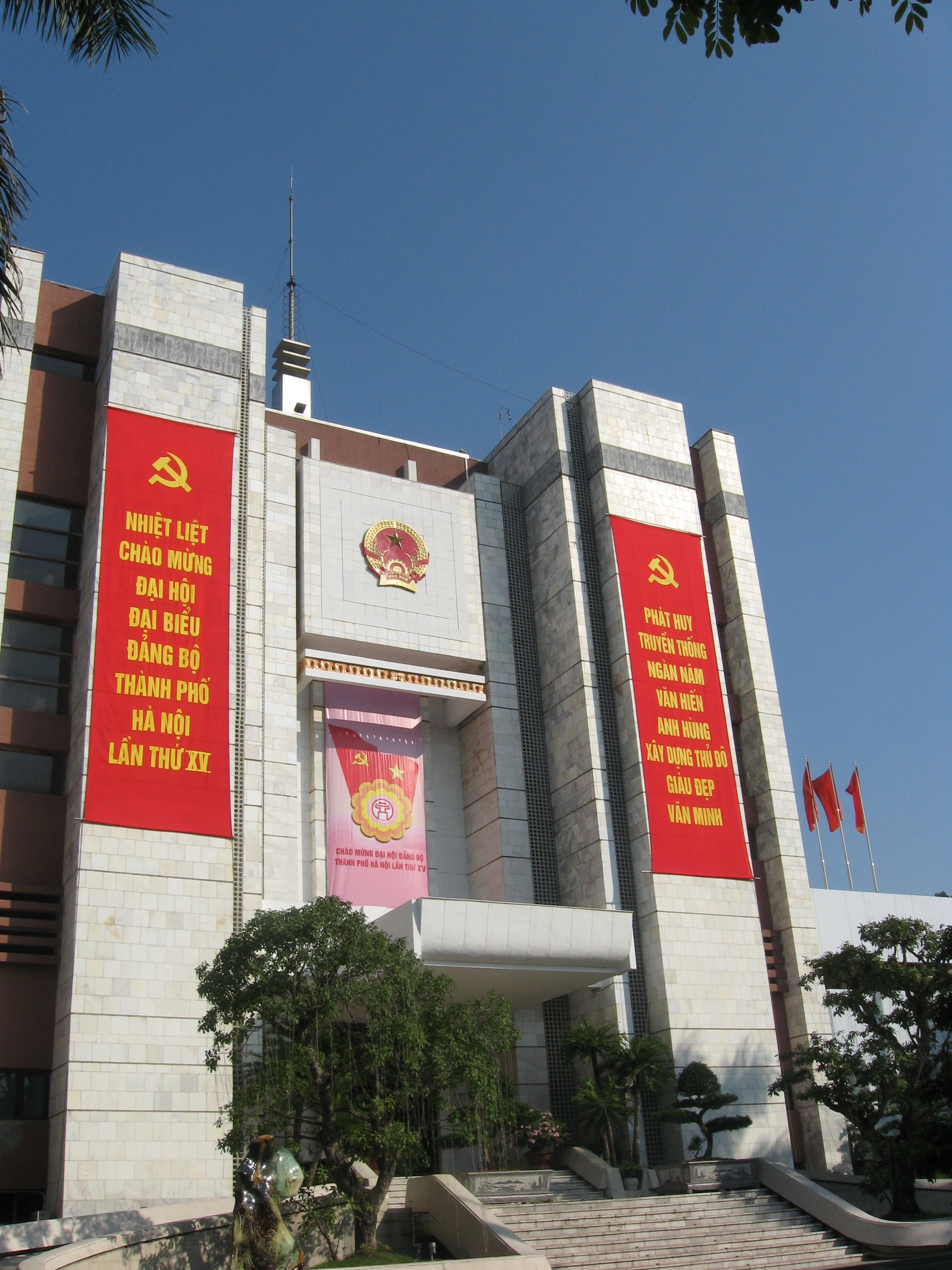
Trụ sở UBND thành phố Hà Nội xây dựng theo phong cách kiến trúc hiện đại thời Xô Viết.

## Tổ chức[2]

### Các cơ quan chuyên môn
1. Văn phòng
2. Thanh tra
3. Sở Xây dựng
4. Sở Quy hoạch - Kiến trúc
5. Sở Nông nghiệp và Môi trường
6. Sở Khoa học và Công nghệ
7. Sở Tài chính
8. Sở Nội vụ
9. Sở Tư pháp
10. Sở Công Thương
11. Sở Văn hóa và Thể thao
12. Sở Du lịch
13. Sở Giáo dục và Đào tạo
14. Sở Y tế
15. Sở Dân tộc và Tôn giáo

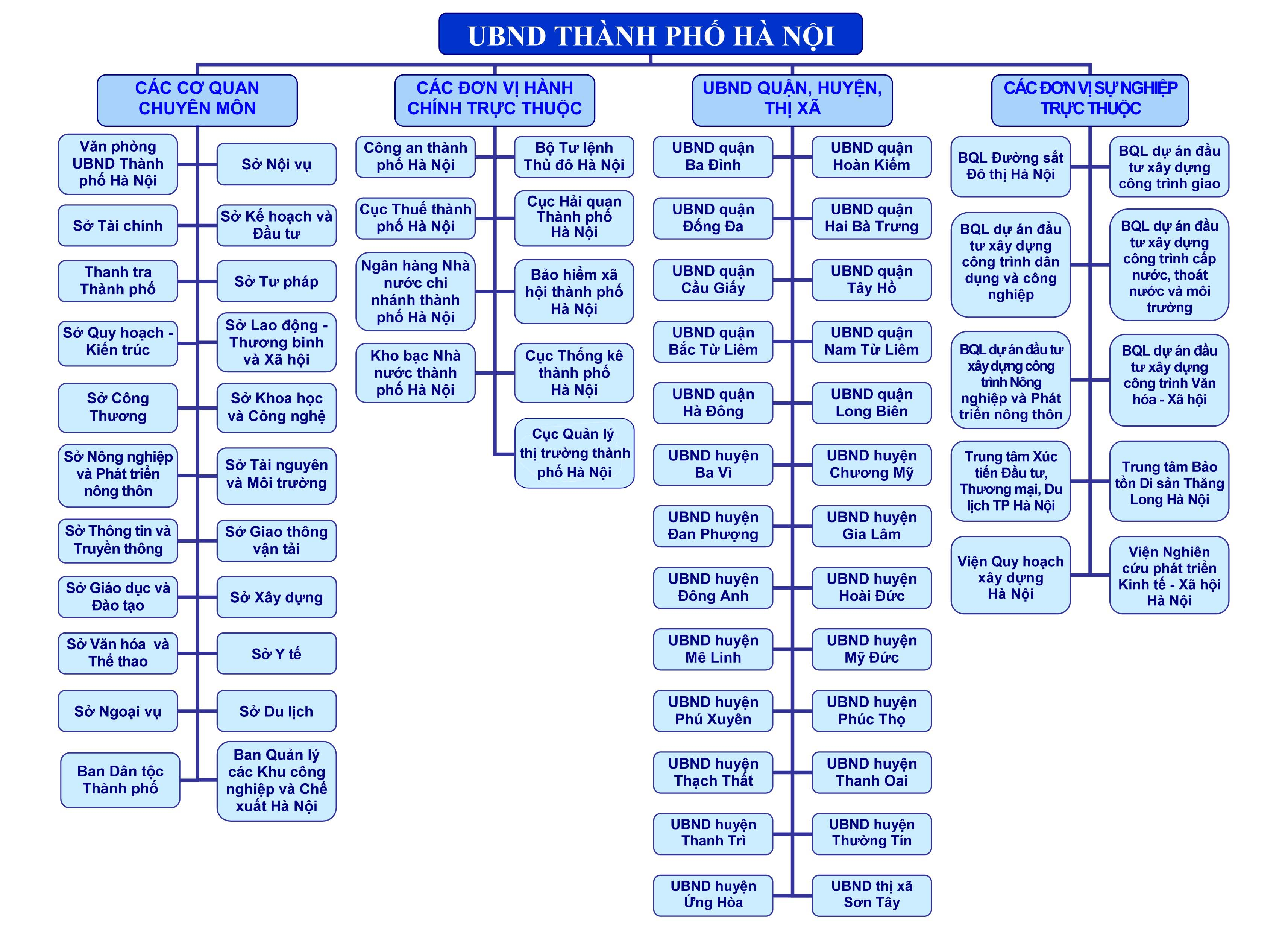
Sơ đồ hệ thống chính quyền Thành phố Hà Nội (trước 1/3/2025)

16. Ban quản lý các Khu Công nghệ cao và Khu Công nghiệp Hà Nội
17. Trung tâm Phục vụ hành chính công

### Các cơ quan hành chính thuộc trung ương
1. Công an thành phố Hà Nội
2. Bộ Tư lệnh Thủ đô Hà Nội
3. Thuế thành phố Hà Nội
4. Chi cục Hải quan khu vực I
5. Kho bạc Nhà nước khu vực I
6. Ngân hàng Nhà nước khu vực I
7. Chi cục Thống kê thành phố Hà Nội
8. Bảo hiểm xã hội thành phố Hà Nội

### Các Hội đoàn thuộc trung ương
- Liên đoàn lao động thành phố Hà Nội
- Hội Nông dân thành phố Hà Nội
- Hội Cựu chiến binh thành phố Hà Nội
- Hội Liên hiệp Phụ nữ thành phố Hà Nội
- Liên hiệp các tổ chức hữu nghị thành phố Hà Nội
- Đoàn Luật sư thành phố Hà Nội

### Các đơn vị trực thuộc
- Viện Nghiên cứu Phát triển Kinh tế - Xã hội Hà Nội
- Viện Quy hoạch Xây dựng Hà Nội
- Quỹ Đầu tư phát triển
- Ban Quản lý dự án đầu tư xây dựng công trình hạ tầng kỹ thuật và nông nghiệp thành phố Hà Nội
- Ban Quản lý dự án đầu tư xây dựng công trình dân dụng thành phố Hà Nội
- Ban Quản lý dự án đầu tư xây dựng công trình giao thông thành phố Hà Nội
- Ban Quản lý dự án đường sắt đô thị Hà Nội
- Trung tâm Bảo tồn Di sản Thăng Long Hà Nội
- Báo Kinh tế và Đô thị
- Đài Phát thanh - Truyền hình Hà Nội
- Trường Đại học Thủ đô Hà Nội
- Công ty TNHH MTV Nhà xuất bản Hà Nội

## Đơn vị hành chính
Ủy ban nhân dân thành phố Hà Nội hiện còn có các đơn vị hành chính tại các địa phương, trong đó có:
- 51 Ủy ban nhân dân phường
- 75 Ủy ban nhân dân xã

## Lãnh đạo

### Chủ tịch
- Trần Sỹ Thanh, Ủy viên Trung ương Đảng, Bí thư Đảng ủy UBND, Phó Bí thư Thành ủy Hà Nội, nguyên Tổng Kiểm toán nhà nước

### Phó Chủ tịch
1. Lê Hồng Sơn (thường trực), Phó Bí thư Thường trưc Đảng ủy UBND
2. Nguyễn Mạnh Quyền
3. Nguyễn Trọng Đông
4. Dương Đức Tuấn
5. Vũ Thu Hà
6. Trương Việt Dũng

### Các Ủy viên
1. Đào Văn Nhận, Thiếu tướng - Tư lệnh Bộ Tư lệnh Thủ đô Hà Nội
2. Nguyễn Thanh Tùng, Trung tướng - Giám đốc Công an thành phố Hà Nội
3. Lê Thanh Nam, Chánh Văn phòng
4. Đặng Hương Giang, Giám đốc Sở Du lịch
5. Nguyễn Sỹ Trường, Giám đốc Sở Dân tộc và Tôn giáo
6. Nguyễn Xuân Đại, Giám đốc Sở Nông nghiệp và Môi trường
7. Trần Đức Hoạt, Chánh Thanh tra
8. Nguyễn Phi Thường, Giám đốc Sở Xây dựng
9. Nguyễn Trọng Kỳ Anh, Giám đốc Sở Quy hoạch - Kiến trúc
10. Trần Anh Tuấn, Giám đốc Sở Khoa học và Công nghệ
11. Nguyễn Xuân Lưu, Giám đốc Sở Tài chính
12. Trần Đình Cảnh, Giám đốc Sở Nội vụ
13. Ngô Anh Tuấn, Giám đốc Sở Tư pháp
14. Võ Nguyên Phong, Giám đốc Sở Công Thương
15. Bạch Liên Hương, Giám đốc Sở Văn hóa và Thể thao
16. Đặng Hương Giang, Giám đốc Sở Du lịch
17. Trần Thế Cương, Giám đốc Sở Giáo dục và Đào tạo
18. Giám đốc Sở Y tế

## Trụ sở
Trụ sở của Ủy ban nhân dân Thành phố hiện đặt tại phố Đinh Tiên Hoàng bên bờ Hồ Gươm.
Trước kia, đây là Tòa Đốc lý, hay Tòa Thị chính Hà Nội thời Đông Dương thuộc Pháp. Khi Pháp chiếm Hà Nội năm 1883, họ phá chùa Phổ Giác và lấy đất chùa xây Tòa Đốc lý, chùa phải dời xuống khu vườn của Viện Thái y cũ, tức ở cuối phố Ngô Sĩ Liên ngày nay. Sau này, một phần công trình Ủy ban nhân dân thành phố Hà Nội đã bị phá đi để xây trụ sở ủy ban với kiến trúc như ngày nay.